# Wapen van Jonkersland

Wapen van Jonkersland

Het wapen van Jonkersland is het dorpswapen van het Nederlandse dorp Jonkersland, in de Friese gemeente Opsterland. Het wapen werd in 1990 geregistreerd.

## Beschrijving
De blazoenering van het wapen luidt als volgt:
Gepaald in drieën, I van keel, in het schildhoofd beladen met een lelie van goud; II geschaakt van zilver en sabel van 12 rijen van twee vlakken, III van sinopel met in de schildvoet een eikenblad van goud.
De heraldische kleuren zijn: keel (rood), goud (geel), zilver (zilver), sabel (zwart) en sinopel (groen).

## Symboliek
- Rood veld: staat voor de heide die vroeger rond het dorp aanwezig was. Ook komt de kleur voor in het wapen van het geslacht Van Dekema, dat ter plaatse betrokken was bij de vervening.[3]
- Gouden fleur de lis: eveneens ontleend aan het wapen van de familie Van Dekema.[3]
- Geschaakt veld: verwijst naar de vervening in het gebied.[3]
- Groen veld: symbool voor de weidegrond rond het dorp.[3]
- Gouden eikenblad: ten teken van de vele eikenbomen die in het dorp voorkomen.[3]

## Zie ook

Vlag van Jonkersland